# 菱鑽奇寶
菱鑽奇寶（英語：Hishi Miracle），是日本純種競賽馬匹。1999年3月31日出生於北海道三石町大塚牧場後，被馬主阿部雅一郎購入，並由練馬師佐山優訓練。其活躍於長途賽事，總戰績為28戰6勝，名次分佈為6-3-4-15；重賞戰績為13戰3勝，名次分佈為3-1-1-8。生涯3場重賞勝場均為一級賽，包括2002年菊花賞、2003年春季天皇賞和2003年寶塚紀念。其中於2002年的菊花賞以賠率冷至36.6倍的第十人氣爆冷奪冠。2003年獲得最佳父內國產馬殊榮。其於2005年5月退役後，成為了Lex Stud的種馬。

## 出賽前
1999年3月31日出生於北海道三石町（今新日高町）大塚牧場，成長途中被馬主阿部雅一郎於拍賣會上以650萬日圓較實惠的價格購入。
其後交由栗東訓練中心練馬師佐山優訓練。

## 競賽生涯

### 2歲
2001年8月11日出戰小倉競馬場2歲新馬戰，然而於其中僅獲第七。
8月25日出戰另外一場2歲新馬戰，但仍然未能勝出，甚至以第十一大敗。
其後在其餘的2歲生涯繼續於2歲未勝利戰打滾，但表現參差之下未能勝出任何一場賽事，最好成績爲10月21日的2歲未勝利戰中取得亞軍。

### 3歲
2002年進入3歲生涯的菱鑽奇寶於4月及5月出戰兩場3歲未勝利戰獲得第四及第六後，終於在其後的一場3歲未勝利戰取得首勝。
6月8日出戰條件戰三寶鳥特別，雖然於直路上被爆發速度的Act Naturally超越，但仍然取得第二的不俗成績。
其後出戰四場條件戰賣布特別、佐渡特別、洞爺湖特別及野分特別，分別取得兩冠兩季的優秀戰績，累積足夠獎金下得以晉升至公開組。
9月22日出戰神戶新聞盃，爲其首次出戰分級賽。比賽開始後其處於後方位置追走，然而進入直路後抽出外檔時未能盡力加速，最終以第六落敗。
完成神戶新聞盃後，陣營開始考慮讓其出戰菊花賞的可能性，最終決定透過繳交200萬日圓追加報名。賽前由於其爲首次出戰一級賽且於此前僅勝出條件戰級別的賽事，因而僅以36.6倍獨贏賠率位列第十人氣。比賽開始後，第一人氣的莫名其妙隨即因將騎師武豐拋下而比賽中止，此時前方由天鵝騎士及Daitaku Flag以快步速帶出，菱鑽奇寶則於後方位置追走。進入對面直路後，面對目前較快的步速，其騎師角田晃一決定提早加速並進佔中團位置，其後通過第三彎道時更向前蠶食進入先頭部隊。進入直路後，其輕鬆加速追過早已失速的兩匹領放馬，其後保持速度下抵擋由大外檔加速的第十六人氣伏兵Fast Tateyama的追擊，最終以鼻位壓過對方爆冷取得首個一級賽冠軍。順帶一提，由於半場賽事頭馬菱鑽奇寶賽前爲第十人氣，而二馬Fast Tateyama爲第十六人氣，於此大波亂的情況下造成連贏及二重彩的派彩極其豐厚。
完成菊花賞後於12月出戰有馬紀念，但於比賽途中一直保持於後方位置未能提速，最終以第十一大敗。

### 4歲
2003年年初分別出戰阪神大賞典及產經大阪盃，然而於其中均未能跑出優秀表現下分別以第十二及第七大敗。
其後出戰春季天皇賞，由於此前的三連敗導致馬迷質疑其真正實力，賽前僅獲得第七人氣。比賽開始後，其繼續採用後上戰術，比賽初段保持於後方等待時機。通過京都競馬場第三彎道的「淀之阪」時候，其利用上斜及落斜的時機進行加速，成功於第四彎道時候迫近先頭位置。進入直路後，其憑借此次累積的有利局面開始加速追趕前方的賽駒，最終於跑出後600米35.6秒的末腳下成功佔先並阻止後方的Sunrise Jaegar超越，再度以爆冷的形式奪得一級賽冠軍。
6月18日出戰寶塚紀念，由於本場賽事有上年度日本馬王吉兆、目前一級賽六勝的愛麗數碼、上屆寶塚紀念盟主烈焰快駒及本年度經典賽二冠馬新宇宙的出戰，因而菱鑽奇寶僅獲得第六人氣。比賽開始後，其於中團靠位置位置逐步推進，進入對面直路後騎師角田開始催促其加速，並於第三彎道開始抽出外檔準備。進入直路後，其以望空的姿態由中團位置衝出，以追趕前方纏鬥的吉兆及跳舞城爲目標開始衝刺，其後兩駒力弱之下瞬間超越對方取得領先。然而此時大外檔的鶴丸小子亦以凌厲的姿態開始迫近，所幸菱鑽奇寶保持速度之下成功抵擋，最終以頸位優勢第三度以爆冷姿態取得一級賽冠軍。
值得一提的是，在該次寶塚紀念開賽前，在投注站曾出現一名中年男子一口氣拿出1,222萬日圓單押菱鑽奇寶奪冠。由於菱鑽奇寶作為第六人氣的賠率為16.3，這張馬劵最後贏得了1億9,918萬6,000日圓的天價賭金。這名單押菱鑽奇寶的「奇蹟大叔」（ミラクルおじさん）也成為賽馬史上的一則趣聞軼事。
秋季休養過後出戰京都大賞典，雖然於直路跑出優秀的末腳速度，但仍然未能阻止第一人氣的跳舞城一放到底，最終以1 1/4馬位差距屈居第二。
賽後陣營發現其步伐混亂且右前腳有腫脹的跡象，因而於10月15日安排其進行詳細檢查，結果爲確診韌帶炎而雖然進入長期休養。
年末，由於其在春季贏得兩場一級賽，因而於評選中以254票當選最佳父內國產馬，但於最佳4歲及以上雄馬及日本馬王評選均大敗於吉兆。

### 5歲
2004年10月31日於秋季天皇賞復出，但未能延續上年度的優秀表現，最終以尾二第十六名大敗。
其後出戰日本盃及天皇賞仍然未有好轉，分別以第九及第十四完賽。

### 6歲
雖然於2005年年初的京都紀念奪得第三由回勇的跡象，但隨後於春季天皇賞再度以第十六大敗。
完成春季天皇賞後，其右前腳的韌帶炎復發，最終於陣營商討下決定安排其退役。

### 詳細賽績
| 日期       | 舉辦國家 | 馬場 | 距離   | 級別 | 賽事名稱   | 負重 | 騎師     | 馬號 | 出馬 | 名次 | 時間   | 頭馬（二馬）        |
| ---------- | -------- | ---- | ------ | ---- | ---------- | ---- | -------- | ---- | ---- | ---- | ------ | ------------------- |
| 11/8/2001  | 日本     | 小倉 | 草1200 |      | 2歲新馬    | 53   | 角田晃一 | 11   | 13   | 7    | 1.13.0 | River Treasure      |
| 25/8/2001  | 日本     | 小倉 | 草1200 |      | 2歲新馬    | 53   | 角田晃一 | 11   | 18   | 11   | 1.12.3 | Meiner Prairie      |
| 8/9/2001   | 日本     | 阪神 | 草1200 |      | 2歲未勝利  | 53   | 角田晃一 | 9    | 12   | 8    | 1.11.2 | Yamanin Ideal       |
| 23/9/2001  | 日本     | 阪神 | 草1200 |      | 2歲未勝利  | 53   | 角田晃一 | 1    | 13   | 9    | 1.12.1 | Setono Akebono      |
| 7/10/2001  | 日本     | 京都 | 草2000 |      | 2歲未勝利  | 53   | 角田晃一 | 8    | 8    | 5    | 2.03.3 | Chitose Success     |
| 21/10/2001 | 日本     | 京都 | 草1800 |      | 2歲未勝利  | 53   | 角田晃一 | 4    | 15   | 2    | 1.48.8 | Fujiyama Wild       |
| 4/11/2001  | 日本     | 京都 | 草1800 |      | 2歲未勝利  | 54   | 角田晃一 | 9    | 16   | 3    | 1.49.7 | Namura Thanks       |
| 20/4/2002  | 日本     | 京都 | 草1800 |      | 3歲未勝利  | 55   | 安田康彥 | 17   | 18   | 4    | 1.48.5 | Hoshino Sasayaki    |
| 4/5/2002   | 日本     | 京都 | 草1800 |      | 3歲未勝利  | 55   | 安田康彥 | 3    | 18   | 6    | 1.48.5 | Saffron Blizzard    |
| 26/5/2002  | 日本     | 中京 | 草2000 |      | 3歲未勝利  | 55   | 角田晃一 | 15   | 18   | 1    | 2.00.5 | （Meisho Nobinobi） |
| 8/6/2002   | 日本     | 中京 | 草2000 |      | 三寶雞特別 | 55   | 角田晃一 | 15   | 15   | 2    | 2.01.7 | Act Naturally       |
| 22/6/2002  | 日本     | 阪神 | 草2200 |      | 賣布特別   | 53   | 角田晃一 | 13   | 18   | 1    | 2.12.6 | （Prorsum）         |
| 20/7/2002  | 日本     | 新潟 | 草2200 |      | 佐渡特別   | 54   | 角田晃一 | 5    | 9    | 3    | 2.13.2 | Precious Song       |
| 4/8/2002   | 日本     | 函館 | 草2000 |      | 洞爺湖特別 | 54   | 四位洋文 | 13   | 16   | 3    | 2.04.5 | Pregio              |
| 8/9/2002   | 日本     | 阪神 | 草2000 |      | 野分特別   | 55   | 角田晃一 | 1    | 8    | 1    | 2.02.0 | （Elway Star）      |
| 22/9/2002  | 日本     | 阪神 | 草2000 | GII  | 神戶新聞盃 | 56   | 角田晃一 | 8    | 16   | 6    | 2.00.4 | 吉兆                |
| 20/10/2002 | 日本     | 京都 | 草3000 | GI   | 菊花賞     | 57   | 角田晃一 | 2    | 18   | 1    | 3.05.9 | （Fast Tateyama）   |
| 22/12/2002 | 日本     | 中山 | 草2500 | GI   | 有馬紀念   | 55   | 角田晃一 | 3    | 14   | 11   | 2.34.2 | 吉兆                |
| 23/3/2003  | 日本     | 阪神 | 草3000 | GII  | 阪神大賞典 | 58   | 角田晃一 | 7    | 15   | 12   | 3.07.0 | Daitaku Bertram     |
| 6/4/2003   | 日本     | 阪神 | 草2000 | GII  | 產經大阪盃 | 59   | 角田晃一 | 6    | 15   | 7    | 1.59.6 | Tagano My Bach      |
| 4/5/2003   | 日本     | 京都 | 草3200 | GI   | 春季天皇賞 | 58   | 角田晃一 | 11   | 18   | 1    | 3.17.0 | （Sunrise Jaeger）  |
| 29/6/2003  | 日本     | 阪神 | 草2200 | GI   | 寶塚紀念   | 58   | 角田晃一 | 10   | 17   | 1    | 2.12.0 | （鶴丸小子）        |
| 12/10/2003 | 日本     | 京都 | 草2400 | GII  | 京都大賞典 | 59   | 角田晃一 | 9    | 9    | 2    | 2.26.8 | 跳舞城              |
| 31/10/2004 | 日本     | 東京 | 草2000 | GI   | 秋季天皇賞 | 58   | 角田晃一 | 14   | 17   | 16   | 2.02.7 | 荒漠英雄            |
| 28/11/2004 | 日本     | 東京 | 草2400 | GI   | 日本盃     | 57   | 角田晃一 | 11   | 16   | 9    | 2.25.6 | 荒漠英雄            |
| 26/12/2004 | 日本     | 中山 | 草2500 | GI   | 有馬紀念   | 57   | 角田晃一 | 11   | 15   | 14   | 2.31.3 | 荒漠英雄            |
| 29/2/2005  | 日本     | 京都 | 草2200 | GII  | 京都紀念   | 60   | 角田晃一 | 8    | 12   | 3    | 2.16.1 | 成田世紀            |
| 1/5/2005   | 日本     | 京都 | 草3200 | GI   | 春季天皇賞 | 58   | 角田晃一 | 8    | 18   | 16   | 3.18.3 | 鈴鹿間風            |

## 退役後
退役後，菱鑽奇寶成爲了配種馬，於北海道靜內町（今新日高町）Lex Stud休養，在2006年進行配種。首批子嗣於2007年出生。首批子嗣可於2009年出賽。
2010年11月1日由配種馬退役，並前往北海道浦河町中村雅明牧場進行養老生活。

## 血統簡介
父系Soccer Boy爲日本賽駒，生涯戰績優秀且活躍於一哩賽事，曾勝出1988年之一哩冠軍賽。祖父Dictus爲法國賽駒，生涯戰績彪炳，曾勝出傑克莫華大賽及諾卓亭大賽等賽事。
母系Shunsaku Yoshiko爲日本賽駒，生涯三戰全敗。外祖父Shady Heights爲英國賽駒，生涯戰績優秀，曾勝出一級賽英國國際錦標、亦於日蝕大賽、杜何斯特錦標及鳳凰冠軍錦標跑獲第二。

### 血統表
| 父線：Gainsborough系（Touchstone系）     |                              |                 |                   |
| 種馬 Soccer Boy 1985年（深栗色）         | Dictus 1967年（栗色）        | Sanctus         | Fine Top          |
| 種馬 Soccer Boy 1985年（深栗色）         | Dictus 1967年（栗色）        | Sanctus         | Sanelta           |
| 種馬 Soccer Boy 1985年（深栗色）         | Dictus 1967年（栗色）        | Doronic         | Worden            |
| 種馬 Soccer Boy 1985年（深栗色）         | Dictus 1967年（栗色）        | Doronic         | Dulzetta          |
| 種馬 Soccer Boy 1985年（深栗色）         | Dyna Sash 1979年（棗色）     | 北方風味        | 北地舞人          |
| 種馬 Soccer Boy 1985年（深栗色）         | Dyna Sash 1979年（棗色）     | 北方風味        | Lady Victoria     |
| 種馬 Soccer Boy 1985年（深栗色）         | Dyna Sash 1979年（棗色）     | Royal Sash      | Princely Gift     |
| 種馬 Soccer Boy 1985年（深栗色）         | Dyna Sash 1979年（棗色）     | Royal Sash      | Sash of Honour    |
| 繁殖雌馬 Shunsaku Yoshiko 1992年（灰色） | Shady Heights 1984年（棗色） | Shirley Heights | 水車礁石          |
| 繁殖雌馬 Shunsaku Yoshiko 1992年（灰色） | Shady Heights 1984年（棗色） | Shirley Heights | Hardiemma         |
| 繁殖雌馬 Shunsaku Yoshiko 1992年（灰色） | Shady Heights 1984年（棗色） | Vaguely         | Bold Lad          |
| 繁殖雌馬 Shunsaku Yoshiko 1992年（灰色） | Shady Heights 1984年（棗色） | Vaguely         | Vaguely Mine      |
| 繁殖雌馬 Shunsaku Yoshiko 1992年（灰色） | Shunsaku Lady 1979年（灰色） | Lanark          | Grey Sovereign    |
| 繁殖雌馬 Shunsaku Yoshiko 1992年（灰色） | Shunsaku Lady 1979年（灰色） | Lanark          | Vermilion o'Toole |
| 繁殖雌馬 Shunsaku Yoshiko 1992年（灰色） | Shunsaku Lady 1979年（灰色） | Moon Phoenix    | Fidalgo           |
| 繁殖雌馬 Shunsaku Yoshiko 1992年（灰色） | Shunsaku Lady 1979年（灰色） | Moon Phoenix    | Michiasa          |
| 雌系：號族：16-c                         |                              |                 |                   |
| 五代內近親交配：Nasrullah 5×5            |                              |                 |                   |

## 命名由來
名字中，Hishi（ヒシ）是馬主阿部雅一郎之冠名，出自阿部雅信家族所經營的公司之屋號：「菱雅」，Miracle即是奇蹟的意思，香港則結合两部分，翻譯為「菱鑽奇寶」。

## 外部連結
- 菱鑽奇寶 netkeiba.com （页面存档备份，存于）
- 血統表 （页面存档备份，存于）